# Protubérance mentonnière
La protubérance mentonnière (ou éminence mentonnière) est la saillie médiale triangulaire à base inférieure située sur la face externe du mandibule en bas de la symphyse de la mandibule.